# Issing (Vilgertshofen)

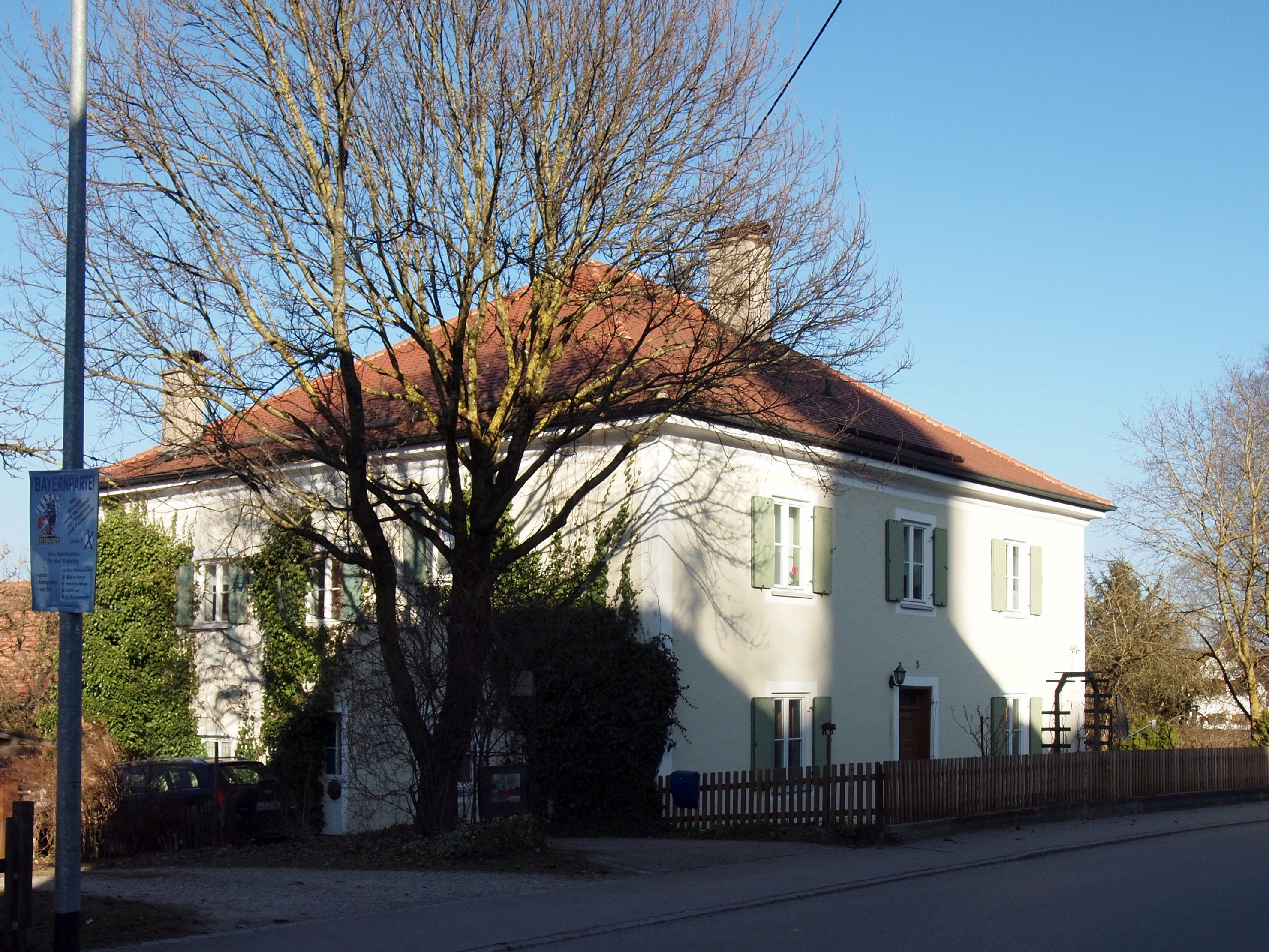
Pfarrhaus in Issing

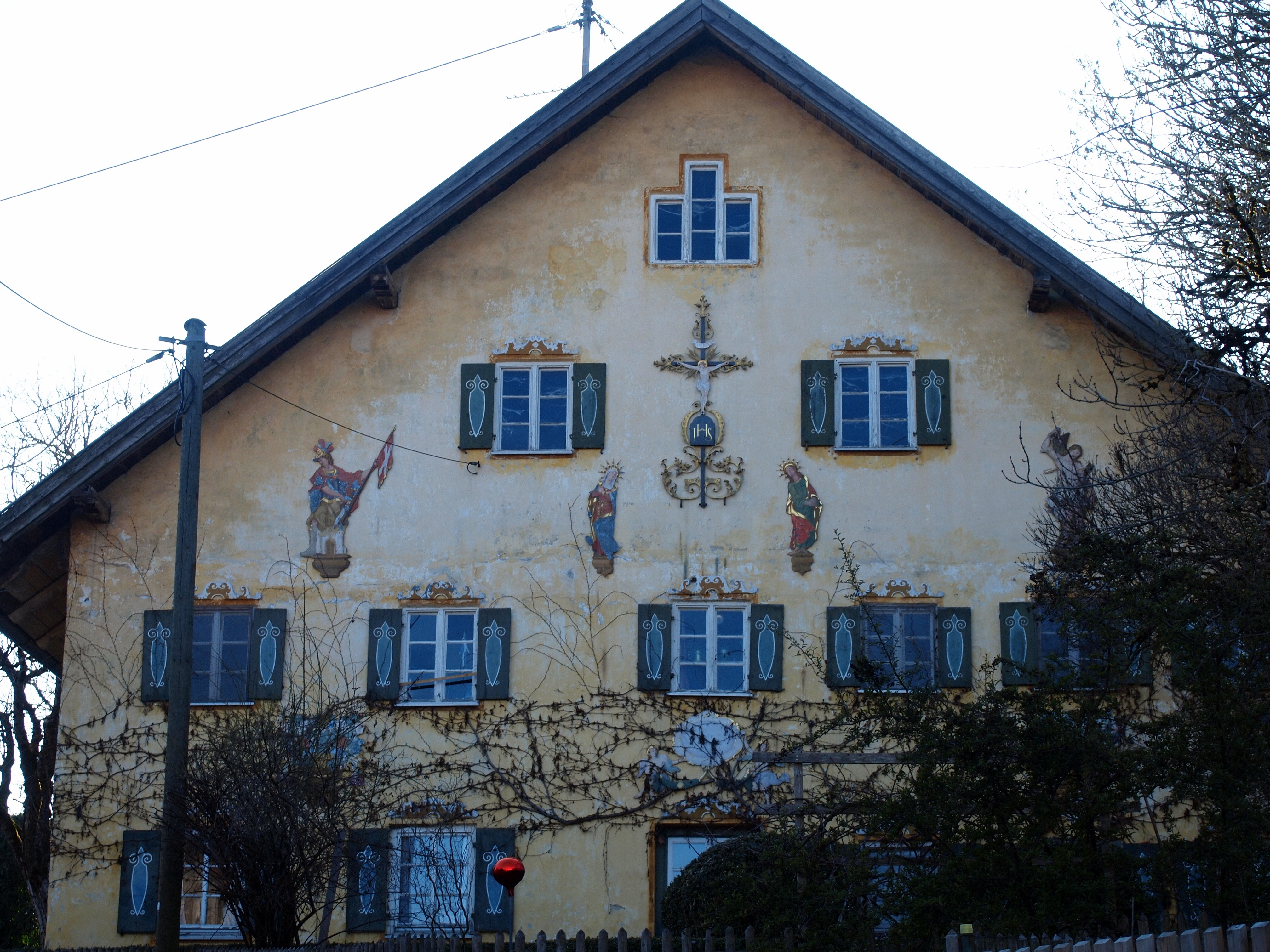
Ostgiebel des denkmalgeschützten Hauses Berggasse 1

Issing ist ein Ortsteil der Gemeinde Vilgertshofen im oberbayerischen Landkreis Landsberg am Lech.

## Geografie
Das Pfarrdorf Issing liegt circa drei Kilometer östlich von Vilgertshofen.
In Issing befindet sich am Hang des Kellerbergs (737,4 m) die spätbarocke Pfarrkirche St. Margaretha, die 1716/17 von Johann Schmuzer errichtet wurde.
Östlich des Pfarrdorfes befinden sich einige Hochmoore.

## Geschichte
Issing wurde zum ersten Mal im Jahr 1033 in einer Urkunde erwähnt, in der die Edelfrau Beatrix ein Gut in „Villa Ussingen“ kaufte und dieses durch Berthold von Staufen an das Kloster Wessobrunn weitergab.
Von der Mitte des 12. Jahrhunderts bis 1294 ist ein Ortsadel erwähnt. Danach fiel das Dorf an die Herren von Pflugdorf, die es bereits 1332 an das Kloster Dießen verkauften. Schließlich fiel Issing 1388 im Rahmen eines Tauschgeschäftes wieder an das Kloster Wessobrunn, in dessen Obhut es bis zur Säkularisation 1803 blieb.
Im Jahr 1552 werden 40 Anwesen in Issing erwähnt, 37 sind dem Kloster Wessobrunn, zwei dem bayerischen Herzog und eines dem Kloster Rottenbuch grundbar.
Am 1. Januar 1972 wurde die bis dahin selbstständige Gemeinde im Zuge der Gebietsreform in Bayern nach Vilgertshofen eingemeindet.

### Wappen
Die ehemalige Gemeinde Issing führte ein eigenes Wappen:
| Wappen von Issing | Blasonierung: „In Silber über grünem Dreiberg ein roter Sparren, dem zwei goldene Mooskolben aufgelegt sind.“ |
| Wappen von Issing | Wappenbegründung: Im Wappen von Issing sind Embleme der Herren von Pflugdorf enthalten sowie Schilfkolben aus dem Wappen des in Issing geborenen Abtes von Andechs, Meinrad Moosmüller (1759–1767), die auf die früher für die Issinger Bevölkerung wichtige Torfgewinnung weisen. |

## Baudenkmäler
In die amtliche Denkmalliste sind vier Objekte des Pfarrdorfes eingetragen:
- Katholische Pfarrkirche Sankt Margaretha,
- Ehemaliges Bauernhaus, Berggasse 1, stattlicher Satteldachbau mit Figurenschmuck nach barocken Vorbildern am Ostgiebel, im Kern 18. Jahrhundert,
- Bauernhaus, Landsberger Straße 13, stattlicher Satteldachbau mit Giebeltenne und Traufsöller, im Kern 18. Jahrhundert und
- ehemaliges Pfarrhaus von 1817/18.

Siehe: Liste der Baudenkmäler in Issing

## Museen
Josef Graf betreibt mit Grafs Oldtimertenne ein kleines privates Automuseum. Der Schwerpunkt liegt auf Motorrädern und Motorrollern. Daneben sind einige Kleinwagen wie ein Kroboth Allwetterroller ausgestellt.

## Persönlichkeiten
- Rolf Illig (1925–2005), Schauspieler und Sprecher literarischer Radioproduktionen, Wohnsitz in Issing
- Julian Nagelsmann (* 1987), Bundestrainer, ist in Issing aufgewachsen, der örtliche FC war sein erster Fußballverein.
- Malik Harris (* 1997), deutsch-amerikanischer Musiker, wuchs in Issing auf

## Belege
1. 1 2  Dorfgeschichte Issing. Gemeinde Vilgertshofen, abgerufen am 16. Januar 2019.
2. ↑  Oldtimer-Museum Issing – Grafs Oldtimertenne. In radiomuseum.org, abgerufen am 4. Dezember 2022.